# 사냐 리처즈로스
사냐 리처즈로스(영어: Sanya Richards-Ross, 1985년 2월 26일 ~ )는 미국의 육상 선수이다. 그녀는 2008년 하계 올림픽 400m에서 3위를 했고 2012년 하계 올림픽에서 금메달을 획득했다. 리처즈로스는 2004년 하계 올림픽, 2008년 하계 올림픽과 2012년 하계 올림픽 1600m 계주에서 올림픽 금메달을 획득했다.
그녀는 2009년 세계 선수권 대회 400m에서 우승했다.

## 경력
2003년에 텍사스 대학교 신입생으로서, 사냐 리처즈는 NCAA 전국 선수권 대회 400m에서 50분 58초의 시간으로 우승했다. 그녀는 2004년에 프로로 전향했다.
리처즈는 2004년 아테네 올림픽때 1600m 계주에서 처음으로 우승한 미국 대표팀의 일원이었다. 그녀는 2005년 세계 육상 선수권 대회 400m에서 은메달을 획득했다. 2007년 오사카 세계 육상 선수권 대회 400m에서 실격 처리된후, 그녀는 질병 때문에 미국 국가대표 선발전에서 4위에 머물렀다. 리처즈로스는 2008년 베이징 올림픽 금메달 후보였고 결승 진출 자격을 얻었지만, 너무 빨리 장애물에서 멈춰서 결승 직전에 영국의 크리스틴 오후루오구와 자메이카의 셰리카 윌리엄스에게 추월당했다. 그녀는 동메달을 땄다.
그녀는 빠른 시간을 예상했지만, 2009년 베를린 세계 선수권 대회에서 우승하면 자신의 번호를 하나의 목표라고 말했다.

## 개인 생활
리처즈로스는 7세때 달리기를 시작했다. 그녀는 2002년에 포트 로더데일 세인트 토마스 아퀴나스 고등학교를 졸업했다.

## 참조
1. ↑  “미국 사냐 리처즈, 세계 육상 여자 400m 우승”. SBS뉴스. 2009년 8월 19일.